# Konrad Berger
Konrad Berger (* 1945 in St. Pölten) ist ein österreichischer Schriftsteller und Vertreter des Situationismus. Er lebt derzeit in Vösendorf bei Wien.
Seine literarischen Texte erschienen zunächst in Zeitschriften wie etwa dem Pflasterstein und der Arena Stadtzeitung, beide im Wien der 1980er Jahre Kommunikationsinstrumente der so genannten Alternativbewegung. Konrad Berger verfasste zahlreiche literarische Flugschriften und war Teil des Projektes einer literarischen Tageszeitung, das jedoch nicht umgesetzt werden konnte.
In der Folge erschienen einige von Konrad Bergers Publikationen unter Pseudonymen. Konrad Berger bemühte sich, seine persönliche Lebensgeschichte zu verschleiern, trat ab 1990 öffentlich nicht mehr auf und gab an, im Ort Poldevien, der in einem Roman von Jacques Roubaud liegt, geboren zu sein.
In seiner literarischen Arbeit spielt die Situationistische Praxis von Détournement und Psychogeografie eine große Rolle. So zitierte er gerne den Schriftsteller Guy Debord mit dem Satz „Das Leben kann nie zu desorientierend sein“.

## Publikationen
- Die langen Fingernägel des Unbekannten, Edition Fussnoten zu Weltgeschichte
- Reisen der Gegenwart, Edition Stanislaus, Winterthur 1999
- Hinter den Kulissen (unter dem Pseudonym Stanislaus Riebl), Sturkamp, Welzendorf 2001
- Es ist ja ganz gleich wen wir lieben, Tonträger unter dem Pseudonym Renate Singspiel, Öd 2001
- Das gesammelte Werk Bd. 1, Edition Fussnoten zur Weltgeschichte, mit einem Vorwort von Ilse Kilic
- Das gesammelte Werk Bd. 2, Edition Fussnoten zur Weltgeschichte, eingeleitet von einem Interview mit K.B.
- Das gesammelte Werk Bd. 3, Edition Fussnoten zur Weltgeschichte, eingeleitet von einem Essay von Günter Vallaster

| Personendaten    | Personendaten                                                    |
| ---------------- | ---------------------------------------------------------------- |
| NAME             | Berger, Konrad                                                   |
| KURZBESCHREIBUNG | österreichischer Schriftsteller und Vertreter des Situationismus |
| GEBURTSDATUM     | 1945                                                             |
| GEBURTSORT       | St. Pölten                                                       |